# 卡爾皮利夫卡 (沃倫斯基新城區)
50°45′12″N 27°34′52″E / 50.75333°N 27.58111°E
卡爾皮利夫卡（烏克蘭語：Карпилівка），是烏克蘭北部的村莊，隸屬日托米爾州的茲維亞赫爾區。該村始建於1750年，面積0.63平方公里，海拔高度196米，2001年人口79，人口密度每平方公里124.8人。